# Новоніколаєвка (Рубцовський район)
Новонікола́євка (рос. Новониколаевка) — село у складі Рубцовського району Алтайського краю, Росія. Адміністративний центр Новоніколаєвської сільської ради.

## Населення
Населення — 923 особи (2010; 1079 у 2002).
Національний склад (станом на 2002 рік):
- росіяни — 89 %